# Ekliptikální souřadnice
Ekliptikální soustava souřadnic je jedna ze sférických soustav souřadnic používaných v astronomii k určení polohy nebeského tělesa. V ekliptikální soustavě souřadnic tvoří základní rovinu rovina dráhy Země kolem Slunce, protínající nebeskou sféru v největší kružnici – ekliptice, s póly severní pól ekliptiky Pe, a jižní pól ekliptiky P'e. Druhou základní kružnicí je největší kružnice na sféře, procházející póly ekliptiky a jarním bodem.
Jarní bod ν je jedním z průsečíků rovníku s ekliptikou. Druhým průsečíkem je podzimní bod Ω. Tyto průsečíky se nazývají body rovnodennosti, ekvinokciální body. Sklon ekliptiky k rovníku ε = 23° 27′. V těchto bodech vystupuje Slunce při svém zdánlivém pohybu na sféře na jaře (okolo 21. března) nad rovník a na podzim (okolo 23. září) sestupuje pod rovník. Jednou ze dvou souřadnic ekliptikální soustavy souřadnic je úhlová vzdálenost tělesa od ekliptiky, měřená podél šířkové kružnice tělesa (hvězdy) od ekliptiky po hvězdu, a to kladně směrem k severnímu pólu ekliptiky, záporně směrem k jižnímu pólu ekliptiky. Vyjadřuje se ve stupních od −90° do 90° a nazývá se ekliptikální šířka β. Druhá souřadnice vyjadřuje úhlovou vzdálenost šířkové kružnice hvězdy od nulové šířkové kružnice procházející jarním bodem. Je to ekliptikální délka λ hvězdy, měří se ve stupních od 0° do 360° od jarního bodu ve směru zdánlivého pohybu Slunce po ekliptice (kladný směr). Ekliptikální souřadnice λ a β spolu se sklonem ekliptiky jednoznačně určují polohu nebeského tělesa vzhledem k ekliptice.
Ekliptikální soustava souřadnic se používá zejména k určení poloh těles sluneční soustavy, jejichž dráhy leží blízko ekliptiky. V důsledku sekulárních a periodických změn vyvolaných precesí a nutací se polohy základních rovin rovníkové a ekliptikální soustavy souřadnic mění v prostoru; posouvají se tím základní roviny a nulový bod (ν) pro určování souřadnic. Proto je třeba k určeným souřadicím hvězdy uvést, na jakou polohu základních rovin a nulového bodu se vztahují, třeba udat epochu nebo ekvinokcium (např. počátek roku 1985,0). Ekliptikální souřadnice λ a β jsou spojeny s pravoúhlými souřadnicemi x, y, z vztahy:
{\displaystyle x=r\cos \beta \cos \lambda }
{\displaystyle y=r\cos \beta \sin \lambda }
{\displaystyle z=r\sin \beta }.
přičemž rovina xy je rovinou ekliptiky, osa x míří k jarnímu bodu a osa z k severnímu pólu ekliptiky. Na základě toho lze snadno nalézt transformační vztahy mezi ekliptikálními a rovníkovými souřadnicemi, když se začátek obou soustav souřadnic položí do jednoho bodu (paralelním posunutím se směr souřadnicových os nemění) a úhel mezi jednotlivými osami se vyjádří pomocí sklonu ekliptiky k rovníku ε (osy x jsou totožné, směřují do jarního bodu). Stejně na základě řešení sférického trojúhelníku s vrcholy světový pól P, pól ekliptiky Pe a hvězda H, se stranami 90 − δ, 90 − β, ε a úhly 90 − λ, a 90 + α lze použitím vět sférické trigonometrie najít transformační vztahy mezi ekliptikálními a rovníkovými souřadnicemi, např.: ekliptikální souřadnice ze známých rovníkových (ekvatoriálních) souřadnic
{\displaystyle \cos \beta \cos \lambda =\cos \delta \cos \alpha },
{\displaystyle \cos \beta \sin \lambda =\cos \delta \sin \alpha \cos \epsilon +\sin \delta \sin \epsilon },
{\displaystyle \sin \beta =\sin \delta \cos \epsilon -\cos \delta \sin \alpha \sin \epsilon },
nebo naopak: najít rovníkové souřadnice hvězdy, když jsou známy její ekliptikální souřadnice
{\displaystyle \cos \delta \cos \alpha =\cos \beta \cos \lambda },
{\displaystyle \cos \delta \sin \alpha =\cos \beta \sin \lambda \cos \epsilon +\sin \beta \sin \epsilon },
{\displaystyle \sin \delta =\cos \beta \sin \lambda \sin \epsilon +\sin \beta \cos \epsilon }.